# Erste Unabhängigkeit von Ecuador
Die Erste Unabhängigkeit von Ecuador ist einer der frühesten Ausdrücke des Wunsches nach Selbstbestimmung im Rahmen der Unabhängigkeitskriege in Südamerika. Sie reicht vom Aufstand der Kaufleute von Quito 1809 bis zur endgültigen Vernichtung der Republik durch peruanische Truppen des peruanischen Vizekönigs José Fernando Abascal y Sousa im Dezember 1812. Zu Grenzen und Bevölkerung siehe  Bevölkerung der iberischen Kolonien in Südamerika am Ende der Kolonialzeit.

## Vorspiel
Unzufrieden mit der mit Mängeln behafteten spanischen Kolonialverwaltung, beseelt vom Wunsch der Selbstbestimmung und ausgelöst von der durch die Napoleonischen Kriege in Europa hervorgerufenen französischen Fremdherrschaft im Königlichen Gerichtsbezirk Quito (ungefähr in den Grenzen des heutigen Ecuador), traf sich bereits im Dezember 1808 eine Elite vor den Toren Quitos, um über Maßnahmen zu beratschlagen, die letztlich auf eine Loslösung von Mutterland Spanien abzielten. Unter Leitung des ehemaligen Präsidenten des Königlichen Gerichtshofs (der in der Kolonialära faktisch Landesherr war) Juan Pio Montúfar y Larrea, Herzog von Selva-Alegre, beratschlagten einige Honoratioren auf dessen Sommersitz Chillo über mögliche Vorgehensweisen, um einerseits die Franzosen loszuwerden und andererseits das spanische Handelsmonopol außer Kraft zu setzen. Da sich auch Spanier an der Konspiration beteiligten, wurde nicht von Unabhängigkeit gesprochen, sondern lediglich von einer Selbstverwaltung, angelehnt an Spanien.

## Die erste autonome Regierung
Nach Wochen der Vorbereitung ergab sich Ende März 1809 die Gelegenheit, einen Aufstand anzuzetteln, der allerdings scheiterte. Da sich jedoch an den Gegebenheiten nichts änderte, warteten die Aufrührer auf eine neue Gelegenheit zur Rebellion. Diese kam Anfang August, als sich in der Nacht vom 9. auf den 10. eine Regierungsjunta aus der sich zurückgesetzt fühlenden Elite des Landes unter Montúfar bildete. Im Morgengrauen wurde der Palast des Gerichtspräsidenten erstürmt und die Wachen überrumpelt. Manuel de Urriez, Graf Ruiz de Castilla, wurde seines Amtes enthoben und die Junta, der auch der Bischof von Quito (erst nach der Unabhängigkeit Erzdiözese), Juan Caicedo y Cuero, angehörte, riss die Macht an sich. Da sich diese Regierungsversammlung jedoch zierte, sich von Spanien unabhängig zu erklären, sogar den Treueeid auf (den noch nicht inthronisierten) Ferdinand VII. ablegte, war die Akzeptanz der Bevölkerung nur gering. Schnell aufgestellte Milizen erhielten zwar die Ordnung aufrecht, aber die selbstherrliche Regierung Montúfars hatte kaum Rückhalt bei den Ecuadorianern.

## Schnelles Ende und Sanktionen
Diese Ereignisse lösten in den beiden benachbarten Vizekönigreichen Peru und Neu-Granada Besorgnis aus, und die beiden Vizekönige entsandten Truppen zur Niederschlagung des Aufstands. In Quito waren inzwischen zur Verteidigung der neuen Ordnung fünfundzwanzig Kompanien aufgestellt worden, die unter dem Namen „Phalanx von Quito“ firmierten. Angesichts der Annäherung von zwei starken Heeren von Norden und Süden, griffen Desertationen um sich, denen der Oberbefehlshaber Juan de Salinas damit begegnete, dass er den Königlichen Truppen aus Neu-Granada entgegen ziehen ließ. Noch auf neugrenadiner Territorium, an der tarabita (Halte- oder Führungsseil über einen Fluss oder eine Schlucht) bei Funes, etwa 30 Kilometer südlich der heutigen Departementshauptstadt von Nariño, Pasto, unterlagen die Ecuadorianer am 16. Oktober den Spaniern Neu-Granadas.
Ohne die nun völlig verlorene militärische Unterstützung für die neue Regierung und angesichts der vorrückenden kolonialen Truppenverbände, sah sich Junta um Montúfar gezwungen zurückzutreten. Mittels Verhandlungen über eine Rückgabe der Staatsgewalt an die Spanier, erreichte man mit de Urriez eine Übereinkunft, die einerseits den Aufrührern Milde zusicherte, andererseits aber künftig mehr Mitsprache garantierte. Am 29. Oktober war der alte Gerichtspräsident wieder im Amt und die alten Verhältnisse fast wiederhergestellt. Während sich die Neugrenadiner offenbar wieder zurückzogen, marschierten die Peruaner unter Manuel Arredondo im November in Quito ein. Sie legten sowohl auf die unumschränkte Wiederherstellung der absoluten Macht Spaniens Wert, als auch auf die Bestrafung der Aufrührer.
Augenscheinlich besaß der Gerichtspräsident weder die Mittel noch den Willen, sich den Wünschen der Peruaner zu widersetzen. Die Rädelsführer wurden verhaftet, ihre Güter eingezogen und ihnen der Prozess gemacht. Wobei auch Todesurteile gefällt wurden. Dieser Wortbruch von de Urriez in Verbindung mit der ungeahndeten Plünderung Quitos durch die Peruaner erzeugte nun in breiten Bevölkerungsschichten die Solidarität mit dem Aufstandsgedanken, die die Regierung Montúfars nie erreicht hatte.

## Erneute Übereinkunft nach Aufstand
Am 2. August 1810 war für die Bevölkerung von Quito das Maß voll, und es kam zu einem Versuch, die gefangenen Patrioten zu befreien. Die im Gefängnis einsitzenden Aufständischen konnten fast mühelos aus der Haft geholt werden, die obersten Anführer jedoch, die in der Kaserne bei den peruanischen Truppen untergebracht waren, wurden beim Sturm auf die Militäreinrichtung hingerichtet. Die Angaben schwanken zwischen 100 und 300 Todesopfern an diesem Tag. Bischof Caicedo, der natürlich nicht belangt worden war, vermittelte bereits zwei Tage später Verhandlungen zwischen Kreolen und Spaniern zu, deren Ergebnis ein sogenannter real acuerdo war. Diese „königliche Übereinkunft“ war ein legales Mittel in Notzeiten, die es gestattete, dass die Kreolen an der Regierung beteiligt wurden. Außerdem wurde der Abzug der Peruaner vereinbart und ein eigenes Heer sollte fortan die Integrität der Regierung und des Gerichtsbezirks gewährleisten. Die überlebenden Aufrührer vom vergangenen Jahr wurden rehabilitiert und ihr Besitzstand wiederhergestellt.

## Die neue Regierung
Eine weitere Vereinbarung bezog sich darauf, den spanischen Regionalbeauftragten, den der Regentschaftsrat nach Südamerika zur Förderung der Selbstbestimmtheit (allerdings wegen der Franzosen) nach Südamerika gesandt hatte, zu empfangen. Der Sohn des Herzogs von Selva-Alegre und Humboldt-Freund Carlos Montúfar war mit dieser Aufgabe betraut worden und hatte seit seiner Ankunft in Neu-Granada auf seinem Weg nach Ecuador immer wieder zur Loslösung von Spanien aufgefordert und dabei viel Zustimmung geerntet. Auch in seiner Heimat, im September, erreichte er bereits nach einer Woche die Wiederherstellung der Junta von 1809. Quito war damit faktisch selbstbestimmt, aber weite Teile des Königlichen Gerichtsbezirks verhielten sich immer noch gleichgültig oder waren auf Seiten der Spanier. Abascal in Lima ließ Guayaquil, das schon zu Kolonialzeiten verwaltungstechnisch an Peru gebunden war, mittels eines Militärgouverneurs annektieren.
Im Süden des Landes war der Widerstand besonders groß, zumal Abascal Truppen zur Unterstützung entsandte. Dies rief Carlos Montúfar auf den Plan, der im Januar 1811 mit wiedereinberufenen Truppen einen Südfeldzug unternahm. In Cuenca war inzwischen der Königliche Gerichtshof neu errichtet worden und Melchior Aymerich zog den zumeist siegreich kämpfenden Separatisten entgegen. Gut fünfzig Kilometer nördlich von Cuenca, in Paredones kam es am 20. Februar zur Schlacht zwischen den Heeren von Montúfar und Aymerich. Obwohl das Treffen unentschieden endete, zog sich Aymerich zurück und überließ Montúfar das Terrain. Dieser nutzte jedoch die gute Gelegenheit nicht, um Cuenca zu unterwerfen und so den Süden von Ecuador zu befreien. Damit stand den Spaniern Perus ein Einfallstor offen, das sie im folgen Jahr mit verheerenden Folgen nutzen konnten.
Neben der Befreiung der nördlichen Küstenregion in der heutigen Provinz Esmeraldas, schaffte es Pedro Montúfar, ein Bruder von Juan Pio, einen erfolgreichen Feldzug in den Süden Neu-Granadas zu unternehmen, der mit der Einnahme von Pasto im Februar ein erfolgreiches Ende fand. Die Republikaner in Kolumbien waren zuvor immer wieder an dieser Aufgabe gescheitert und verloren die Royalistenbastion bald darauf wieder (siehe Die erste Republik Kolumbien). Daher kehrte Pedro Montúfar im September mit einem starken Heer zurück und zog nach siegreichen Gefechten am 22. September in Pasto ein. Aber auch diese Sicherung der Nordgrenze von Ecuador erwies sich als nicht dauerhaft.

## Unabhängigkeit
Aufgrund der kolonialen Verwaltungsstrukturen war Ecuador damals vom Vizekönigreich Neu-Granada abhängig. Weil die Separatisten Bogotás sich allerdings zierten, sich von Spanien zu emanzipieren, löste die Junta in Quito am 8. Oktober die Verwaltungseinheit und erklärte sich am 10. Quito (die damalige Bezeichnung galt auch für das Land) für unabhängig von Spanien. Am folgenden Tag trat de Urriez als Gerichtspräsident zurück, und die Junta unter Führung von Bischof Caicedo übernahm die Regierungsgeschäfte. Zu Ferdinand VII. bekannte man sich allerdings trotzdem noch.
Mitte Februar 1812 gab sich der „Staat Quito“ eine eigene Verfassung, womit man die Eigenständigkeit endgültig festzuschreiben glaubte. Nun stand auch die Bevölkerung mehrheitlich zu ihrem neuen Staat. Bereits einen Tag nach der Verkündung der neuen Verfassung kam es zu schweren Übergriffen auf die ehemaligen Kolonialherren. De Urriez, dem man nie die Leitung des Exekutionskommandos für José Gabriel Condorcanqui, der als Tupac Amaru II. 1780 einen kontinentweiten Aufstand gegen die Spanier angezettelt hatte, verziehen hatte, wurde auf offener Straße von einem wütenden Mob umgebracht. Neben Enteignungen kam es zu weiteren Hinrichtungen, ohne, dass die Opfer vor Gericht gestanden hätten.

## Das furchtbare Ende
Da inzwischen in Neu-Granada die Gesinnungsgenossen weite Teile des Landes kontrollierten, reagierten diesmal lediglich die Spanier in Peru auf die Ereignisse vom Februar. Im Juni rückte ein peruanisches Heer erneut in Südecuador ein, wo die Königstreuen immer noch das Sagen hatten. Melchior Aymerich erlitt zwar auf seinem Vormarsch eine entscheidende Niederlage, aber der Feldzug von Toribio Montes, dem sich Aymerich einem Monat später unterstellte, rückte unaufhaltsam nach Norden vor. Montes war vom Regentschaftsrat in Cádiz als Präsident des Königlichen Gerichtshofs Quito eingesetzt und mit der militärischen Niederschlagung des Aufstands beauftragt worden.
Carlos Montúfar war den Spaniern entgegengezogen, unterlag ihnen aber von August bis Oktober mehrfach mit seinen Truppen. Auch weil es innere Widerstände in den Reihen der Patrioten gab, die darauf gründeten, dass der Montúfar-Clan, der viele wichtige Posten besetzt hielt, sich nicht von Ferdinand VII. lösen wollte. Damit schwächte sich die Republik selbst und konsequenterweise konnten sie den Vormarsch von Montes nicht aufhalten. Anfang November zogen die Königstreuen nach weiteren Siegen in Quito ein. Die Reste des Heeres der Republik zogen sich nach Norden zurück, wurden in Ibarra Ende des Monats erneut geschlagen und Aymerich rieb die letzten Reste am 6. Dezember am See Yawarcocha bei Ibarra (quetschua: Blutsee; weil 1487 Inkatruppen von Huayna Cápac hier die Caranqui-Indianer nahezu auslöschten) endgültig auf. Unter den wenigen Überlebenden der Schlacht befand sich auch Carlos Montúfar, der nach Neu-Granada floh, wo er sich den dortigen Patrioten anschloss und, wie diese, 1816 der spanischen Rückeroberungsexpedition von Pablo Morillo zum Opfer fiel.
Die drakonischen Strafen des neuen Gerichtspräsidenten Montes verhinderten auf Jahre hinaus eine Wiederbelebung des Unabhängigkeitsgedankens in Ecuador. Neue Hoffnung kam erst 1819 auf, als Bolívar mit der Schlacht von Boyacá Neu-Granada befreite. Endgültig wurde Ecuador durch Antonio José Sucre mit der Schlacht am Pichincha 1822 befreit.